# (2702) Batrakov
(2702) Batrakov es un asteroide perteneciente al cinturón exterior de asteroides descubierto por Liudmila Vasílievna Zhuravliova el 26 de septiembre de 1978 desde el Observatorio Astrofísico de Crimea, en Naúchni.

## Designación y nombre
Batrakov se designó al principio como 1978 SZ2.
Más tarde, en 1991, fue nombrado en honor del astrónomo soviético Yuri Batrakov.

## Características orbitales
Batrakov está situado a una distancia media de 3,409 ua del Sol, pudiendo alejarse hasta 3,75 ua y acercarse hasta 3,067 ua. Su inclinación orbital es 1,615 grados y la excentricidad 0,1002. Emplea en completar una órbita alrededor del Sol 2299 días.

## Características físicas
La magnitud absoluta de Batrakov es 11,7.